# Kurowo (przystanek kolejowy w województwie wielkopolskim)
Kurowo – przystanek osobowy w Kurowie, w gminie Grodzisk Wielkopolski, w powiecie grodziskim, w województwie wielkopolskim, w Polsce. Został otwarty w 1881 roku razem z linią kolejową z Grodziska Wielkopolskiego do Opalenicy. W 1994 roku linia ta została zamknięta. W 2010 roku tory na tym odcinku zostały rozebrane.